# Кольчинська селищна рада
Ко́льчинська се́лищна ра́да — адміністративно-територіальна одиниця та орган місцевого самоврядування в Мукачівському районі Закарпатської області. Адміністративний центр — селище міського типу Кольчино.

## Загальні відомості
- Населення ради: 6 624 особи (станом на 2001 рік)

## Населені пункти
Селищній раді підпорядковані населені пункти:
- смт Кольчино
- с. Жборівці
- с. Кленовець
- с. Коноплівці

## Склад ради
Рада складається з 32 депутатів та голови.
- Голова ради: Дуб Микола Васильович

### Керівний склад попередніх скликань
| Прізвище, ім'я, по батькові | Основні відомості                                                | Дата обрання | Дата звільнення |
| --------------------------- | ---------------------------------------------------------------- | ------------ | --------------- |
| Удут Юрій Юрійович          | Селищний голова, 1962 року народження, безпартійний              | 26.03.2006   | 31.10.2010      |
| Дуб Микола Васильович       | Селищний голова, 1957 року народження, освіта вища, безпартійний | 31.10.2010   |                 |

Примітка: таблиця складена за даними сайту Верховної Ради України

### Депутати
За результатами місцевих виборів 2010 року депутатами ради стали:

#### За суб'єктами висування
| Суб'єкт висування | Кількість обраних депутатів | %   |
| ----------------- | --------------------------- | --- |
| Самовисування     | 32                          | 100 |

#### За округами
| № округу | Прізвище, ім'я, по батькові   | Дата визнання обраним | Освіта             | Партійна приналежність | Відомості про обраного депутата                                              |
| -------- | ----------------------------- | --------------------- | ------------------ | ---------------------- | ---------------------------------------------------------------------------- |
| 1        | Бабіля Ігор Іванович          | 07.11.2010            | вища               | позапартійний          | ВАТ «Верстато-завод», головний технолог                                      |
| 2        | Горват Іван Юрійович          | 07.11.2010            | середня спеціальна | позапартійний          | приватний підприємець                                                        |
| 3        | Станкович Петро Петрович      | 07.11.2010            | середня спеціальна | позапартійний          | ВІН ФПТНЗ «Мукачівський професійний аграрний ліцей ім. М.Данканича», майстер |
| 4        | Баранюк Богдан Олексійович    | 07.11.2010            | вища               | позапартійний          | «Універсал-М», менеджер                                                      |
| 5        | Касинець Василь Гейзович      | 07.11.2010            | середня            | позапартійний          | ІП «Кока-кола Баверіджіс Україна ЛТД»                                        |
| 6        | Герей Іван Юрійович           | 07.11.2010            | вища               | позапартійний          | ТОВ «Транс-пеле», заступник генерального директора                           |
| 7        | Швалагінь Ольга Іванівна      | 07.11.2010            | вища               | позапартійна           | , заступник голови правління                                                 |
| 8        | Йовбак Іван Юрійович          | 07.11.2010            | середня спеціальна | позапартійний          | ТОВ «Карпат ТВ», директор                                                    |
| 9        | Железник Юрій Васильович      | 07.11.2010            | середня спеціальна | позапартійний          | пенсіонер                                                                    |
| 10       | Винар Василь Михайлович       | 07.11.2010            | середня спеціальна | позапартійний          | тимчасово не працює                                                          |
| 11       | Козар Михайло Михайлович      | 07.11.2010            | середня спеціальна | позапартійний          | локомотивне депо, черговий стрільного посту                                  |
| 12       | Дзямко Іван Іванович          | 07.11.2010            | вища               | позапартійний          | ВАТ «Мукачівський верстато-завод», заступник голови правління                |
| 13       | Сарканич Михайло Михайлович   | 07.11.2010            | вища               | позапартійний          | тимчасово не працює                                                          |
| 14       | Папп Тиберій Людвигович       | 07.11.2010            | середня            | позапартійний          | приватний підприємець                                                        |
| 15       | Загорчак Василь Іванович      | 07.11.2010            | середня спеціальна | позапартійний          | ТзОВ «Еко-Прогрес», директор                                                 |
| 16       | Гелебрандт Михайло Васильович | 07.11.2010            | середня            | позапартійний          | приватний підприємець                                                        |
| 17       | Лавер Михайло Михайлович      | 07.11.2010            | вища               | позапартійний          | МВС України, інспектор роти патрулювання                                     |
| 18       | Мироненко Антон Васильович    | 07.11.2010            | середня            | позапартійний          | дошкільний навчальний заклад № 1смт Кольчино, сторож                         |
| 19       | Цендра Віталій Іванович       | 07.11.2010            | середня спеціальна | позапартійний          | Державна прикордонна служба                                                  |
| 20       | Клімцов Микола Михайлович     | 07.11.2010            | середня спеціальна | позапартійний          | приватний підприємець                                                        |
| 21       | Дуб Микола Миколайович        | 07.11.2010            | вища               | позапартійний          | приватний підприємець                                                        |
| 22       | Гусинець Петро Петрович       | 30.01.2011            | середня спеціальна | позапартійний          | Мукачівський відділ електромереж, начальник                                  |
| 23       | Русин Василь Іванович         | 07.11.2010            | вища               | позапартійний          | пенсіонер                                                                    |
| 24       | Репинець Іван Іванович        | 07.11.2010            | середня спеціальна | позапартійний          | приватний підприємець                                                        |
| 25       | Бабіля Іван Андрійович        | 07.11.2010            | середня спеціальна | позапартійний          | клуб с. Кленовець, завідувач                                                 |
| 26       | Дзямко Юрій Юрійович          | 07.11.2010            | середня            | позапартійний          | водоканал, водій                                                             |
| 27       | Галас Іван Іванович           | 07.11.2010            | середня            | позапартійний          | сезонний робітник                                                            |
| 28       | Сарканич Ігор Гаврилович      | 07.11.2010            | середня            | позапартійний          | Мукачівське лісове господарство, майстер лісу                                |
| 29       | Волонтир Олександр Гаврилович | 07.11.2010            | середня спеціальна | позапартійний          | ФАТ с. Грабово                                                               |
| 30       | Юрина Михайло Михайлович      | 07.11.2010            | середня спеціальна | позапартійний          | ПП «Дешко В. В.», водій                                                      |
| 31       | Білак Володимир Васильович    | 07.11.2010            | середня спеціальна | позапартійний          | приватний підприємець                                                        |
| 32       | Гомонай Магдалина Василівна   | 07.11.2010            | середня спеціальна | позапартійна           | пенсіонер                                                                    |